# 兰钦 (乌克兰)
48°32′51″N 24°45′6″E / 48.54750°N 24.75167°E

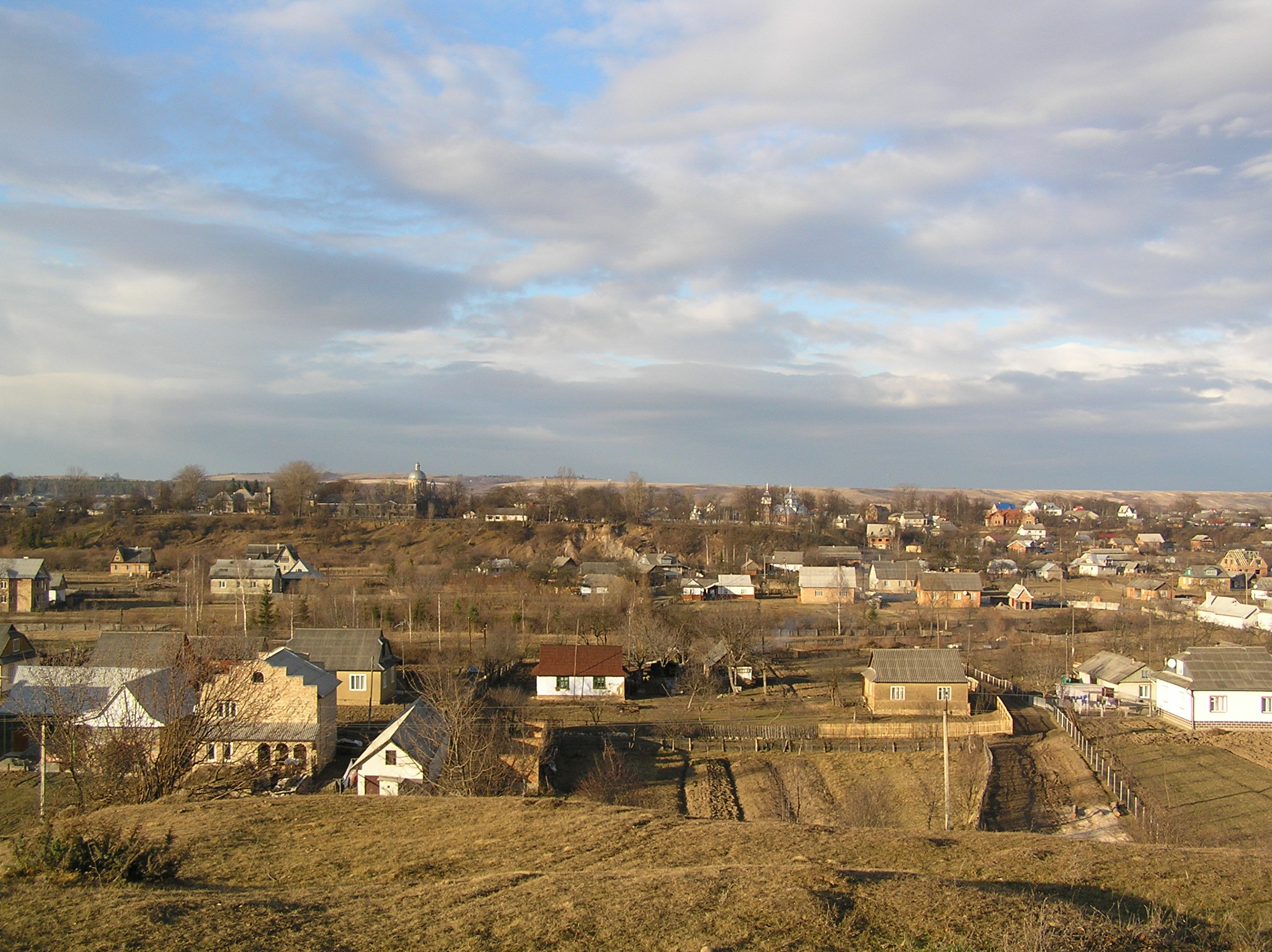

蘭欽（烏克蘭語：Ланчин），是烏克蘭西部伊萬諾-弗蘭科夫斯克州纳德维尔纳区兰钦市镇内的市級鎮及其行政中心。始建於1050年左右，面積27.89平方公里，2011年人口7,938，人口密度每平方公里285人。